# مسعود باباپور
مسعود باباپور (زاده ۳۰ آبان ۱۳۶۷تهران) فعال و زندانی سیاسی سابق
باباپور دانشجوی مهندسی صنایع در دانشگاه ایوانکی بود که در جریان فعالیت‌های دانشجویی و سیاسی در ایران بارها بازداشت و به زندان محکوم شده‌است. وی در آخرین پرونده اش در سال ۱۳۹۷ به ۱۳ سال حبس تعزیری و ۲ سال محرومیت از حقوق اجتماعی محکوم شده‌است.

## بازداشت‌ها
مسعود باباپور اولین بار در جریان سازماندهی تجمعات اعتراضی چند روزه مقابل سازمان سنجش کشور و مجلس شورای اسلامی در اعتراض به مصوبه بومی گزینی ورود به دانشگاه‌ها که توسط دولت وقت محمود احمدی‌نژاد در سال ۱۳۸۷ اعمال شده بود، به‌دست نیروهای امنیتی وزارت اطلاعات بازداشت شد.

## فعالیت و بازداشت
مسعود باباپور در جریان اعتراضهای مردمی ایران به اعلام نتایج پس از انتخابات ریاست جمهوری سال ۱۳۸۸ از جمله فعالان معترض به‌شمار می‌رفت که در تاریخ سوم مرداد ماه ۱۳۸۸ بازداشت و پس از یک هفته با قرار کفالت آزاد شد.
وی همچنین، در آستانه روز دانشجو در ۱۲ آذر سال ۱۳۸۸ هنگام خروج از دانشگاه توسط مأموران وزارت اطلاعات بازداشت و پس از بازرسی منزل وی در نیمهٔ شب، روانه بند ۲۰۹ زندان اوین شد. وی پس از بازجویی‌های و حبس طولانی مدت در سلول انفرادی، پس از ۷ ماه، توسط قاضی مقیسه) شعبه ۲۸ دادگاه انقلاب اسلامی (به دو سال حبس تعزیری محکوم شد که این حکم نیز عیناً توسط شعبه ۵۴ تجدید نظر تأیید شد.
مسعود باباپور پس از آزادی از زندان اوین و در آستانه سال تحصیلی جدید ۱۳۹۰ توسط دادگاه بابت پرونده بازداشت اش در ۳ مرداد ۱۳۸۸ به نه ماه حبس تعزیری محکوم شد.

## جبهه ۷ آبان
وی در حال حاضر عضو جبهه ۷ آبان می‌باشد.